# Impeachment de Wilson Witzel
O impeachment de Wilson Witzel, 63.º governador do Rio de Janeiro, teve início em 10 de junho de 2020, com uma petição sendo aceita por André Ceciliano, presidente da Assembleia Legislativa, após uma votação simbólica no piso virtual da casa. Foi a primeira vez na história política do estado do Rio de Janeiro em que seu governador sofre um processo de impeachment.
O pedido de impeachment pelo deputado Luiz Paulo e deputada Lucinha (ambos do PSDB) foi admitido, em 10 de junho de 2020, pela Assembleia Legislativa do Rio por 69 votos a zero, tendo apenas o deputado Rosenverg Reis (MDB) faltado à sessão virtual. Entre os itens abordados no pedido de impeachment dos deputados tucanos inclui a suspeita de superfaturamento e atraso na construção dos hospitais de campanha, bem como a rejeição das contas do governador do ano de 2019 pelo Tribunal de Contas do Estado do Rio de Janeiro (TCE-RJ), os seguintes crimes: aquisição de respiradores muito caros; licitante suspeito para a construção de hospitais temporários; vinculação com o empresário preso Mário Peixoto; rejeição do orçamento de 2019 pelo TCE.

## Contexto
Pelo menos, dez pedidos de impeachment haviam sido protocolados contra Wilson Witzel, eleito em 2018 na esteira do bolsonarismo, e tendo rompido posteriormente Uma série de acusações de desvio de dinheiro público vieram à tona no período da pandemia de COVID-19 no estado do Rio de Janeiro, com as Operações Placebo e Favorito colocando em dúvida a idoneidade do próprio governador e de alguns dos seus secretários, em relação à gestão e compra de equipamentos na saúde. As contas do governo estadual referentes ao ano de 2019 também foram rejeitadas pelo TCE-RJ.

### Precedentes
Os quatro últimos governadores eleitos do Rio de Janeiro (Anthony Garotinho, Rosinha Matheus, Sérgio Cabral Filho e Luiz Fernando Pezão) haviam sido presos por corrupção. Além dos ex-chefes do executivo estadual, uma série de ex-deputados estaduais, como os ex-presidentes  da Assembleia Legislativa do Rio de Janeiro (ALERJ), Jorge Picciani e Paulo Melo, também foram para a cadeia. Todos eles formaram parte de um grupo que dominou o Rio por cerca de quinze anos, o que levou a uma grave crise financeira, com um dos reflexos sendo o retrocesso da classificação de diversos municípios, incluindo do Rio de Janeiro, no Índice FIRJAN de Desenvolvimento Municipal (IFDM) de 2018, bem como acarretou na intervenção federal no âmbito da segurança pública. Todas essas circunstâncias acabaram por minar a confiança na classe política - não só no estado do Rio, como no cenário brasileiro - fazendo desse cenário um terreno fértil para a polarização e para as fake news.

## Pandemia de COVID-19
Após a declaração de pandemia de Covid-19, surgiram várias denúncias de desvio de dinheiro público envolvendo secretários e subsecretários estaduais em relação ao combate à pandemia, e o próprio governador acabou sendo um alvo da "Operação Placebo", da Polícia Federal. Com o agravante de estar com uma base governista parca na Assembleia Legislativa, os parlamentares criticavam o chefe do executivo estadual por manter investigados do Ministério Público e da Polícia em seu gabinete.[carece de fontes?]

## Processo na Assembleia Legislativa

### O pedido
O pedido de impeachment de Witzel foi oferecido no dia 4 de junho de 2020, pelos deputados estaduais Luiz Paulo e Lucinha (ambos do PSDB). As principais suspeitas apontadas na denúncia foram:
- Compra de respiradores no combate ao coronavírus com suspeita de superfaturamento;
- Construção dos hospitais de campanha, sob responsabilidade da OS Iabas, cuja licitação é investigada;
- Suposto vínculo de Witzel com o empresário Mário Peixoto;
- Parecer do TCE pela rejeição das contas de 2019 do governo Witzel;
- Revogação da desqualificação da OS Unir Saúde, que seria ligada ao empresário Mário Peixoto e está sob suspeita do Ministério Público Federal.

### Instauração
Para iniciar a tramitação na ALERJ, o pedido precisava ser aceito pelo presidente da casa, André Ceciliano (PT). Em vez de decidir de maneira individual, como lhe competia regimentalmente, o presidente optou por submeter o pedido a uma votação simbólica no plenário da casa, em 10 de junho de 2020.[carece de fontes?]
O resultado da votação foi a admissibilidade, com 69 votos favoráveis e nenhum contrário, de um total de setenta deputados na casa. O deputado Rosenverg Reis (MDB) não compareceu à votação, com todos os demais deputados votando favoravelmente à instauração do processo. Como resultado da votação, em 10 de junho de 2020 André Ceciliano instaurou o processo de impeachment.

### Comissão Especial
Uma vez instaurado o processo na ALERJ, foi constituída uma comissão especial, que seria responsável por ouvir a defesa do governador e emitir um parecer, recomendando ao plenário aprovar ou rejeitar o processo. Essa comissão deveria ser composta por 25 deputados, um de cada partido com representação na ALERJ, por indicação dos líderes de cada partido, além de eleger um presidente e um relator para os trabalhos.[carece de fontes?] A comissão formada foi a seguinte:
| Deputado            | Partido      | Observação |
| ------------------- | ------------ | ---------- |
| Alexandre Freitas   | NOVO         |            |
| Bebeto              | Podemos      |            |
| Brazão              | PL           |            |
| Carlos Macedo       | Republicanos |            |
| Chico Machado       | PSD          | Presidente |
| Dionísio Lins       | PP           |            |
| Dr. Deodalto        | DEM          |            |
| Eliomar Coelho      | PSOL         |            |
| Enfermeira Rejane   | PCdoB        |            |
| Gustavo Schmidt     | PSL          |            |
| João Peixoto        | DC           |            |
| Léo Vieira          | PSC          |            |
| Luiz Paulo          | PSDB         |            |
| Márcio Canella      | MDB          |            |
| Marcos Abrahão      | Avante       |            |
| Marcus Vinícius     | PTB          |            |
| Marina Rocha        | PMB          |            |
| Martha Rocha        | PDT          |            |
| Renan Ferreirinha   | PSB          |            |
| Rodrigo Bacellar    | SD           | Relator    |
| Subtenente Bernardo | PROS         |            |
| Val Ceasa           | Patriota     |            |
| Valdecy da Saúde    | PTC          |            |
| Waldeck Carneiro    | PT           |            |
| Welberth Rezende    | Cidadania    |            |

No dia 27 de julho, o processo de impeachment foi suspenso, por decisão do então presidente do Supremo Tribunal Federal (STF), ministro Dias Toffoli, a pedido de Witzel. A alegação da defesa do governador era de que a comissão especial precisava ser eleita pelo plenário da casa, e não meramente indicada pelos líderes partidários. No entanto, em 28 de agosto, o ministro Alexandre de Moraes, também do STF e relator do processo, revogou a medida liminar, autorizando a retomada dos trabalhos da comissão.
O relator da comissão especial, deputado Rodrigo Bacelar, concluiu o relatório em 15 de setembro, recomendando o prosseguimento do processo de impeachment. Dois dias depois, em votação que exigia maioria simples, a comissão especial aprovou o parecer, com 24 votos favoráveis e nenhum contrário. O deputado João Peixoto, internado com covid-19 no dia da votação, não participou. O processo, então, seguiu para o plenário da casa, que daria a palavra final sobre a admissibilidade do processo.[carece de fontes?]

### Admissibilidade
Uma vez concluídos os trabalhos da comissão especial, competia ao plenário da ALERJ votar o relatório aprovado e decidir pela admissibilidade do processo. Essa votação exigia maioria qualificada de dois terços dos deputados da casa. Ou seja, para admitir o pedido e abrir o processo, eram necessários os votos favoráveis de, no mínimo, 47 dos setenta deputados da casa. Uma votação inferior a isso implicaria em arquivamento do impeachment.[carece de fontes?]
Em sessão realizada em 23 de setembro, o governador foi ouvido, através de videoconferência, para realizar sua defesa. Em seguida, o relatório da comissão especial foi submetido à votação, tendo sido aprovado, com 69 votos favoráveis e nenhum voto contrário. Novamente, o deputado João Peixoto foi o único que ausentou-se da votação. Uma vez aprovada a admissibilidade do processo na ALERJ, um tribunal misto foi formado para processar e julgar o pedido de impeachment no seu mérito.[carece de fontes?]

## Processo no Tribunal Misto
O Tribunal Misto é o órgão com atribuição de efetuar o processamento e julgamento final do pedido de impeachment. Esse tribunal possui onze membros em sua composição, mostrada a seguir:
- cinco deputados estaduais da ALERJ, eleitos por seus pares;
- cinco desembargadores do TJRJ, escolhidos por sorteio;
- Presidente do TJRJ, que preside o Tribunal Misto e só vota em casos de empate;

### Escolha dos desembargadores
O presidente do TJRJ, desembargador Cláudio de Mello Tavares, já estava confirmado no Tribunal Misto. Os demais membros foram escolhidos por sorteio, em sessão realizada em 28 de setembro. A cada desembargador foi atribuído um número, correspondente à sua antiguidade no tribunal ("1" para o mais antigo, e "180" para o mais recente). Após sorteado, cada desembargador precisava declarar se aceitava a função ou se declarava suspeito ou impedido para o julgamento. Os sorteados foram:
| Ordem | Número | Desembargador(a)                  | Observação |
| ----- | ------ | --------------------------------- | ---------- |
| 1     | 87     | Teresa de Andrade Castro Neves    | Aceitou    |
| 2     | 30     | José Carlos Maldonado de Carvalho | Aceitou    |
| 3     | 178    | Maria da Glória Bandeira de Mello | Aceitou    |
| 4     | 43     | Fernando Foch                     | Aceitou    |
| 5     | 29     | Ricardo Rodrigues Cardozo         | Suspeição  |
| 6     | 121    | Myriam Medeiros da Fonseca Costa  | Suspeição  |
| 7     | 101    | Inês da Trindade Chaves de Mello  | Aceitou    |

### Escolha dos deputados
Os deputados que seriam designados para o Tribunal Misto foram escolhidos em sessão plenária, realizada em 29 de setembro, pelo voto dos deputados da ALERJ. Cada deputado poderia votar em até 5 nomes dentre os que se candidataram. Foram lançadas 9 candidaturas: Alana Passos (PSL), Alexandre Freitas (Novo), Anderson Moraes (PSL), Carlos Macedo (Republicanos), Chico Machado (PSD), Dani Monteiro (PSOL), Filippe Poubel (PSL), Renan Ferreirinha (PSB) e Waldeck Carneiro (PT). O resultado da votação foi o seguinte:
| Deputado          | Partido      | Votos | Observação |
| ----------------- | ------------ | ----- | ---------- |
| Alexandre Freitas | NOVO         | 55    | Eleito     |
| Chico Machado     | PSD          | 54    | Eleito     |
| Waldeck Carneiro  | PT           | 51    | Eleito     |
| Dani Monteiro     | PSOL         | 37    | Eleita     |
| Carlos Macedo     | Republicanos | 34    | Eleito     |
| Anderson Moraes   | PSL          | 34    | Não eleito |
| Renan Ferreirinha | PSB          | 33    | Não eleito |
| Filippe Poubel    | PSL          | 20    | Não eleito |
| Alana Passos      | PSL          | 9     | Não eleita |

### Composição do Tribunal Misto
Uma vez definidos os deputados e desembargadores para compor o tribunal, foi escolhido por sorteio o relator do mesmo, em sessão realizada em 1º de outubro. A composição final do Tribunal Misto foi a que segue:
| Membro                            | Origem | Observação |
| --------------------------------- | ------ | ---------- |
| Alexandre Freitas                 | ALERJ  |            |
| Carlos Macedo                     | ALERJ  |            |
| Chico Machado                     | ALERJ  |            |
| Cláudio Tavares                   | TJRJ   | Presidente |
| Dani Monteiro                     | ALERJ  |            |
| Fernando Foch                     | TJRJ   |            |
| Inês Chaves de Mello              | TJRJ   |            |
| José Carlos de Carvalho           | TJRJ   |            |
| Maria da Glória Bandeira de Mello | TJRJ   |            |
| Teresa Castro Neves               | TJRJ   |            |
| Waldeck Carneiro                  | ALERJ  | Relator    |

### Admissibilidade
Witzel foi intimado em 5 de outubro para apresentar sua defesa prévia ao Tribunal Misto, no prazo de quinze dias. Tal defesa fora entregue no dia 19 de outubro, alegando, em resumo, a inexistência de provas da sua participação nas ilegalidades citadas na denúncia.[carece de fontes?]
Em 29 de outubro, o relator apresentou ao tribunal um relatório, com aproximadamente 150 páginas, fazendo um descritivo detalhado dos fatos e provas apresentados até então, porém optou por não fazer um voto sobre se o pedido deveria ser aceito ou não.
Em 5 de novembro, o Tribunal se reuniu para deliberar sobre a admissibilidade do pedido de impeachment, além de deliberações secundárias, a saber: corte parcial dos vencimentos de Witzel durante o processo, na fração de um terço, e sobre se Witzel deveria deixar o Palácio Laranjeiras, residência oficial do governador do estado, enquanto responde ao processo. O resultado da votação foi o seguinte:
| Membro                            | Voto       | Voto           | Voto               |
| Membro                            | Denúncia   | Corte salarial | Despejo do Palácio |
| --------------------------------- | ---------- | -------------- | ------------------ |
| Alexandre Freitas                 | SIM        | SIM            | NÃO                |
| Carlos Macedo                     | SIM        | SIM            | SIM                |
| Chico Machado                     | SIM        | SIM            | NÃO                |
| Cláudio Tavares                   | PRESIDENTE | PRESIDENTE     | PRESIDENTE         |
| Dani Monteiro                     | SIM        | SIM            | SIM                |
| Fernando Foch                     | SIM        | SIM            | NÃO                |
| Inês Chaves de Mello              | SIM        | SIM            | SIM                |
| José Carlos de Carvalho           | SIM        | SIM            | SIM                |
| Maria da Glória Bandeira de Mello | SIM        | SIM            | NÃO                |
| Teresa Castro Neves               | SIM        | SIM            | SIM                |
| Waldeck Carneiro                  | SIM        | SIM            | SIM                |

Desse modo, o Tribunal Misto decidiu: por unanimidade, receber as denúncias contra Witzel (exceto no ponto sobre a contratação do Instituto de Atenção Básica e Avançada à Saúde (Iabas), que foi recebida por maioria de 9 a 1); por unanimidade, reter um terço dos vencimentos de Witzel durante o período que responde ao processo (os valores seriam devolvidos ao final, em caso de absolvição); por maioria, de 6 a 4, que Witzel deveria desocupar o Palácio Laranjeiras no prazo de dez dias.

### Julgamento final
O julgamento final do mérito do processo de impeachment ocorreu no dia 30 de abril de 2021, após quase sete meses de julgamento perante o Tribunal Misto. A sessão de julgamento deveria definir o processo no mérito, pela condenação ou absolvição, e definir o período de inelegibilidade, que não poderia superar cinco anos, na forma da Lei do Impeachment. Destaca-se que, no curso do processo, o Tribunal de Justiça do Rio de Janeiro elegeu um novo presidente, o desembargador Henrique de Andrade Figueira, que assumiu a presidência dos trabalhos do Tribunal Misto. O resultado da votação foi o seguinte:
| Membro                            | Voto       | Voto                       | Voto                       |
| Membro                            | Condenação | Inelegibilidade por 5 anos | Inelegibilidade por 4 anos |
| --------------------------------- | ---------- | -------------------------- | -------------------------- |
| Alexandre Freitas                 | SIM        | NÃO                        | SIM                        |
| Carlos Macedo                     | SIM        | SIM                        | NÃO                        |
| Chico Machado                     | SIM        | SIM                        | NÃO                        |
| Dani Monteiro                     | SIM        | SIM                        | NÃO                        |
| Fernando Foch                     | SIM        | SIM                        | NÃO                        |
| Henrique de Andrade Figueira      | PRESIDENTE | PRESIDENTE                 | PRESIDENTE                 |
| Inês Chaves de Mello              | SIM        | SIM                        | NÃO                        |
| José Carlos de Carvalho           | SIM        | SIM                        | NÃO                        |
| Maria da Glória Bandeira de Mello | SIM        | SIM                        | NÃO                        |
| Teresa Castro Neves               | SIM        | SIM                        | NÃO                        |
| Waldeck Carneiro                  | SIM        | SIM                        | NÃO                        |